# 小行星3614
小行星3614（3614 Tumilty）是一颗围绕太阳公转的小行星。1983年1月12日，諾曼·G·托馬斯在可可尼诺县发现了此天体。
这颗小行星的绝对星等为310.11060535等。